# Vnitřní Město (Třebíč)
Vnitřní Město je část města Třebíče, je centrem města a lidově se jí říká jen město. Tato část je jedna z nejstarších částí Třebíče a jejím centrem je Karlovo náměstí, lidově nazývané rynek. V části obce žije 708 obyvatel.

## Umístění

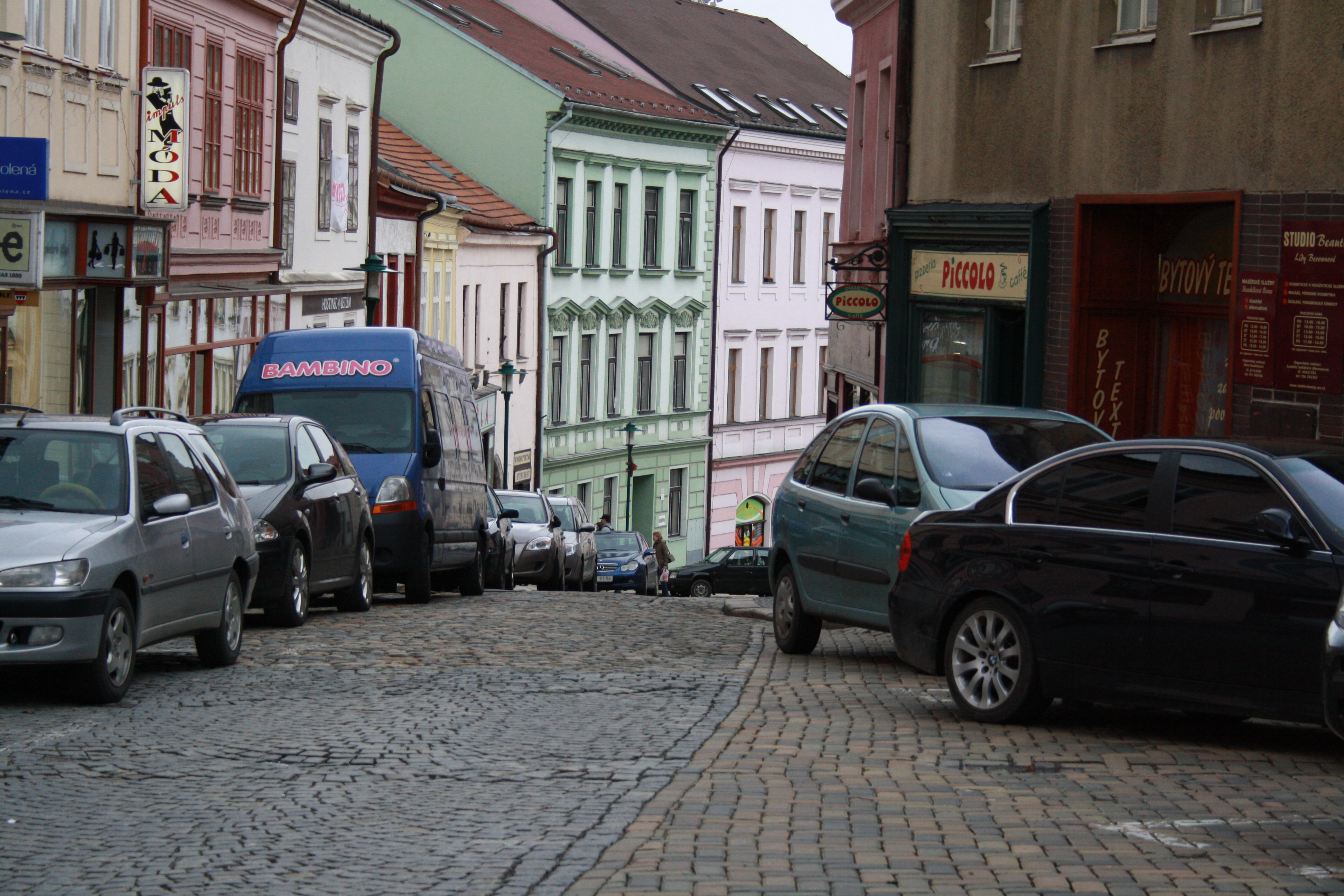
Hasskova ulice.

Vnitřní Město se nachází v centru města, na pravém břehu řeky Jihlavy. Ze severu je ohraničeno řekou Jihlavou, ze západu autobusovým nádražím, z jihu Bráfovou třídou a Masarykovým náměstím a z východu ulicí Bedřicha Václavka.

## Historie
Vnitřní Město je nejstarší část města Třebíče, jsou zde měšťanské domy, městský úřad, sousoší Cyrila a Metoděje. Konají se zde trhy a mnohé kulturní akce. Dříve zde byla i kašna, která byla odstraněna.
| Rok            | 1869 | 1880 | 1890 | 1900 | 1910 | 1921 | 1930 | 1950  | 1961  | 1970  | 1980 | 1991 | 2001 |
| -------------- | ---- | ---- | ---- | ---- | ---- | ---- | ---- | ----- | ----- | ----- | ---- | ---- | ---- |
| Počet obyvatel | 1349 | 1735 | 1615 | 1616 | 1536 | 1489 | 1175 | 18671 | 19142 | 21405 | 481  | 221  | 210  |

## Památky
- Karlovo náměstí
- Sousoší sv. Cyrila a Metoděje
- Malovaný dům
- Městská věž
- Kostel sv. Martina
- Černý dům
- Národní dům
- Fuchsova spořitelna

## Fotogalerie

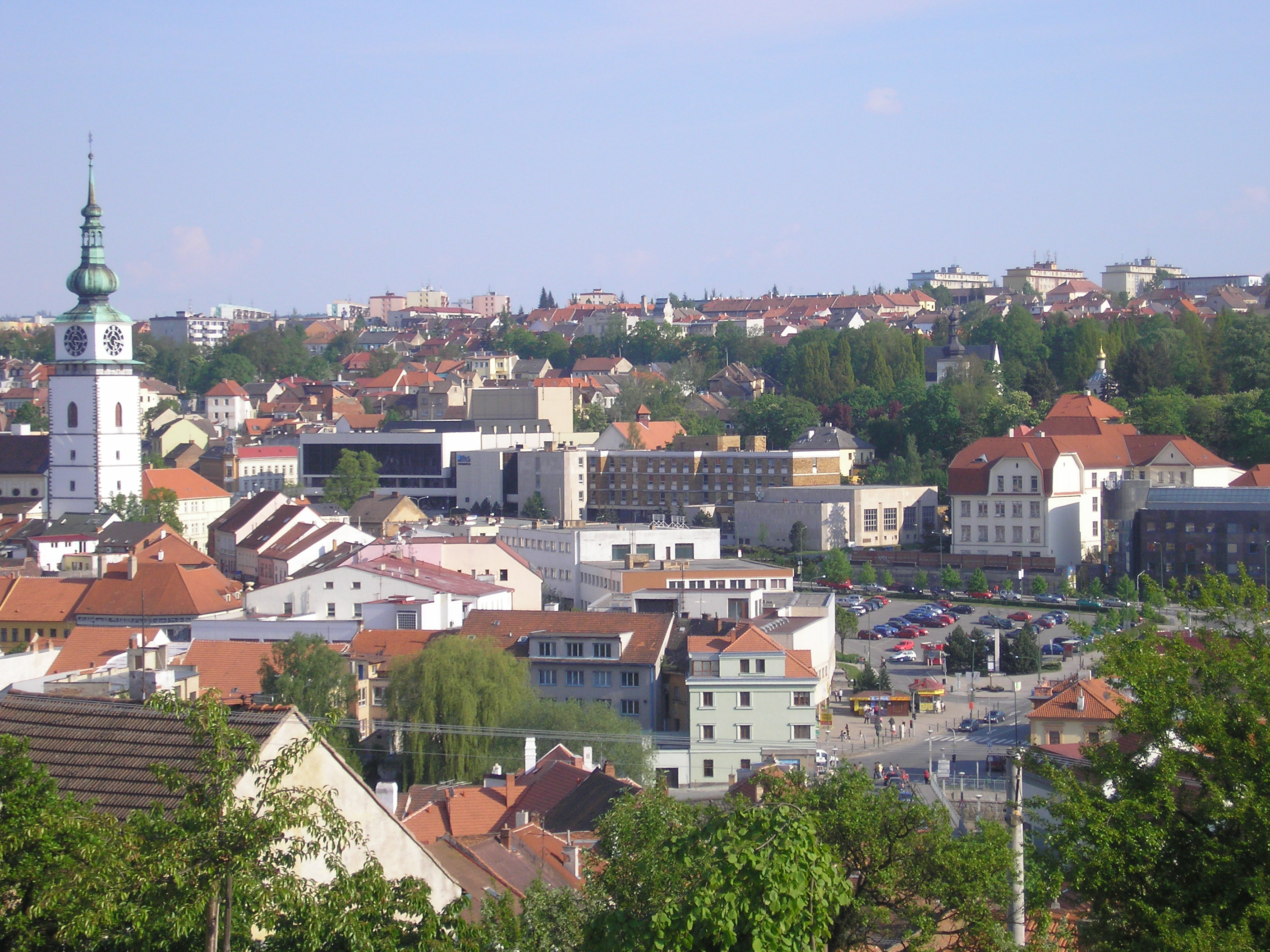
Komenského náměstí a městská věž; vlevo je vidět západní strana Karlova náměstí; uprostřed kulturní komplex Fórum – Pasáž;dole střechy domů v Zámostí
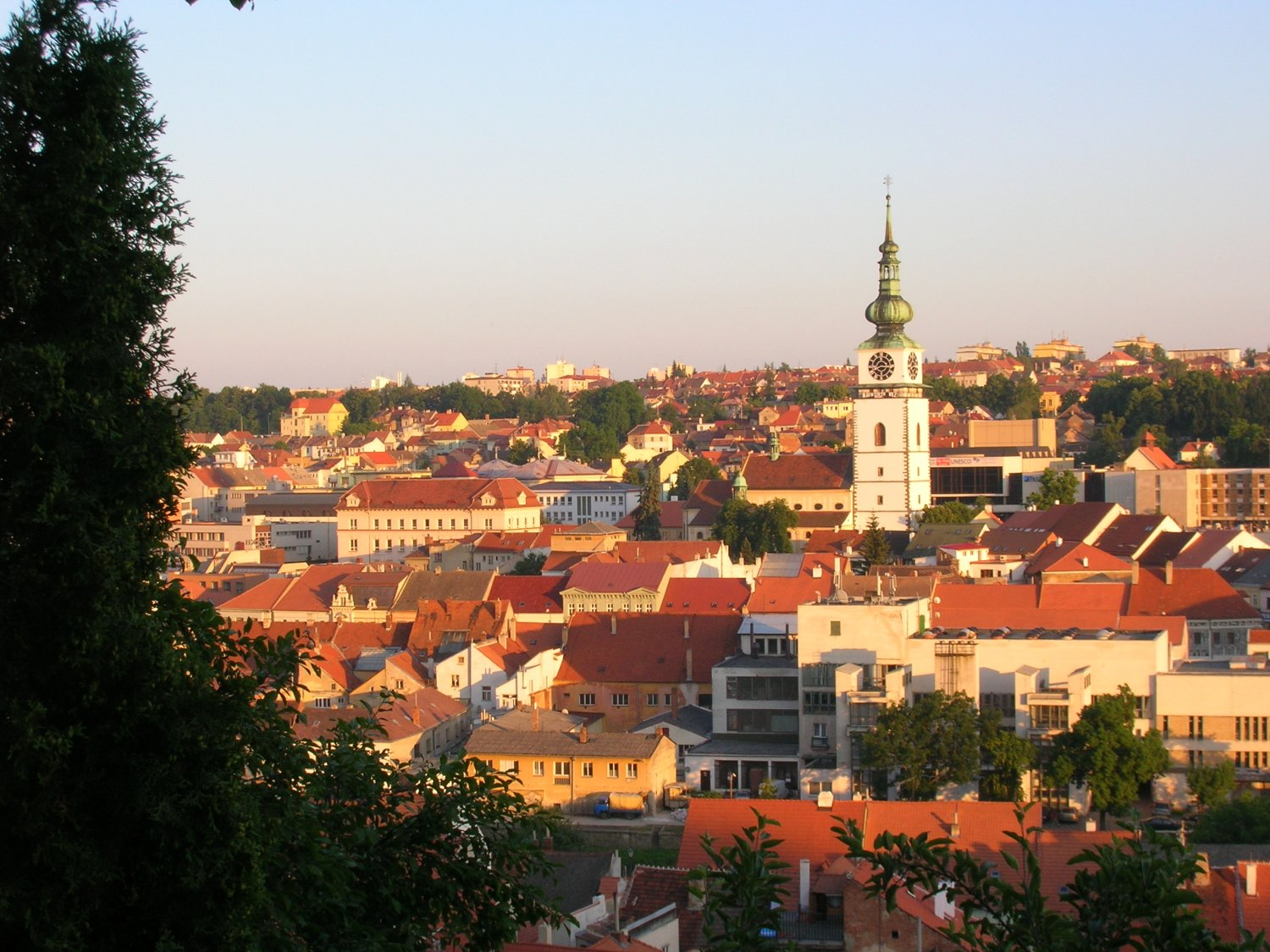
Karlovo náměstí s městskou věží z Hrádku
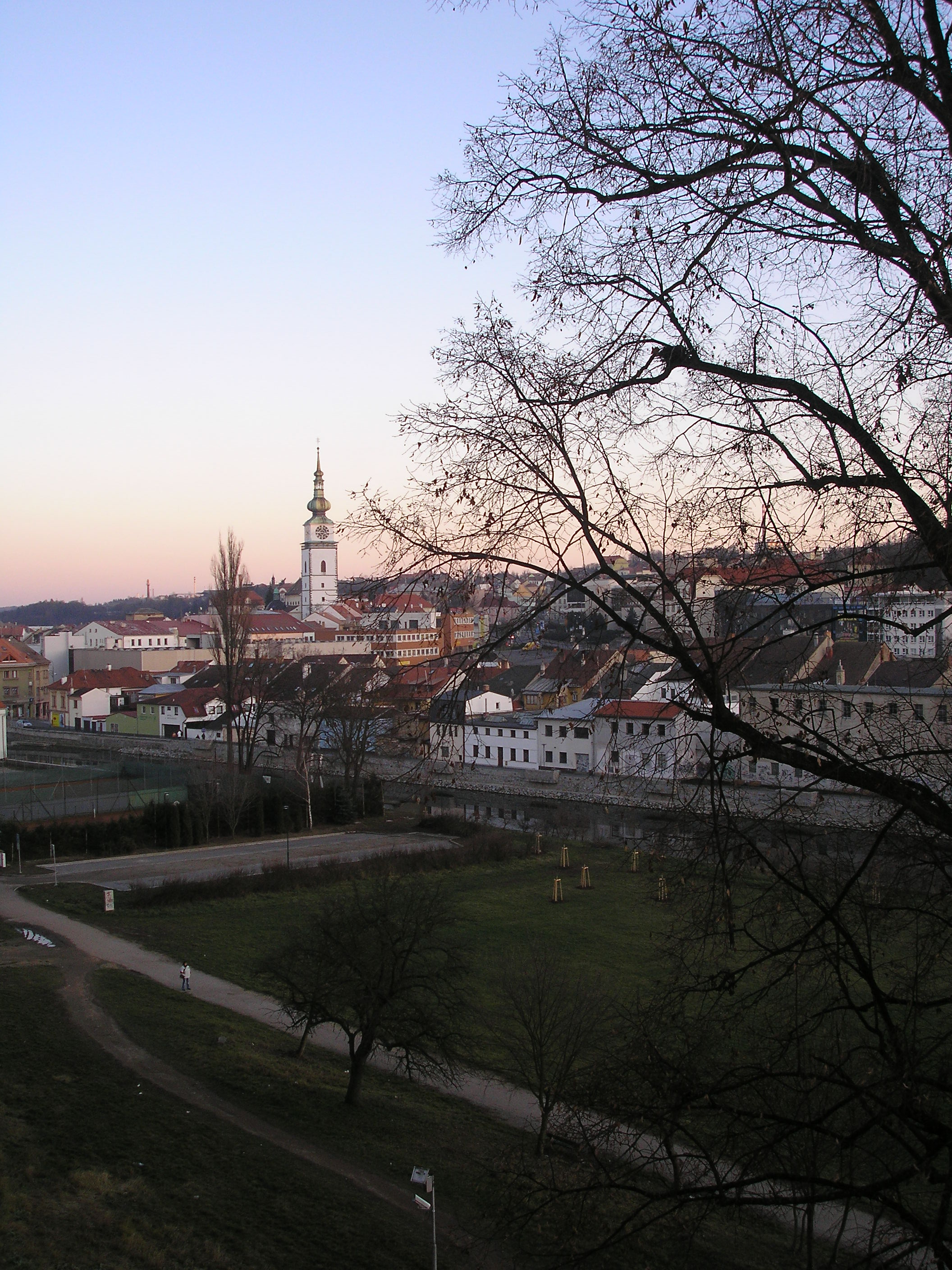
Pohled na centrum města z vyhlídky u zámku, na fotografii jsou patrné obchodní domy vybudované v 80. letech 20. století.
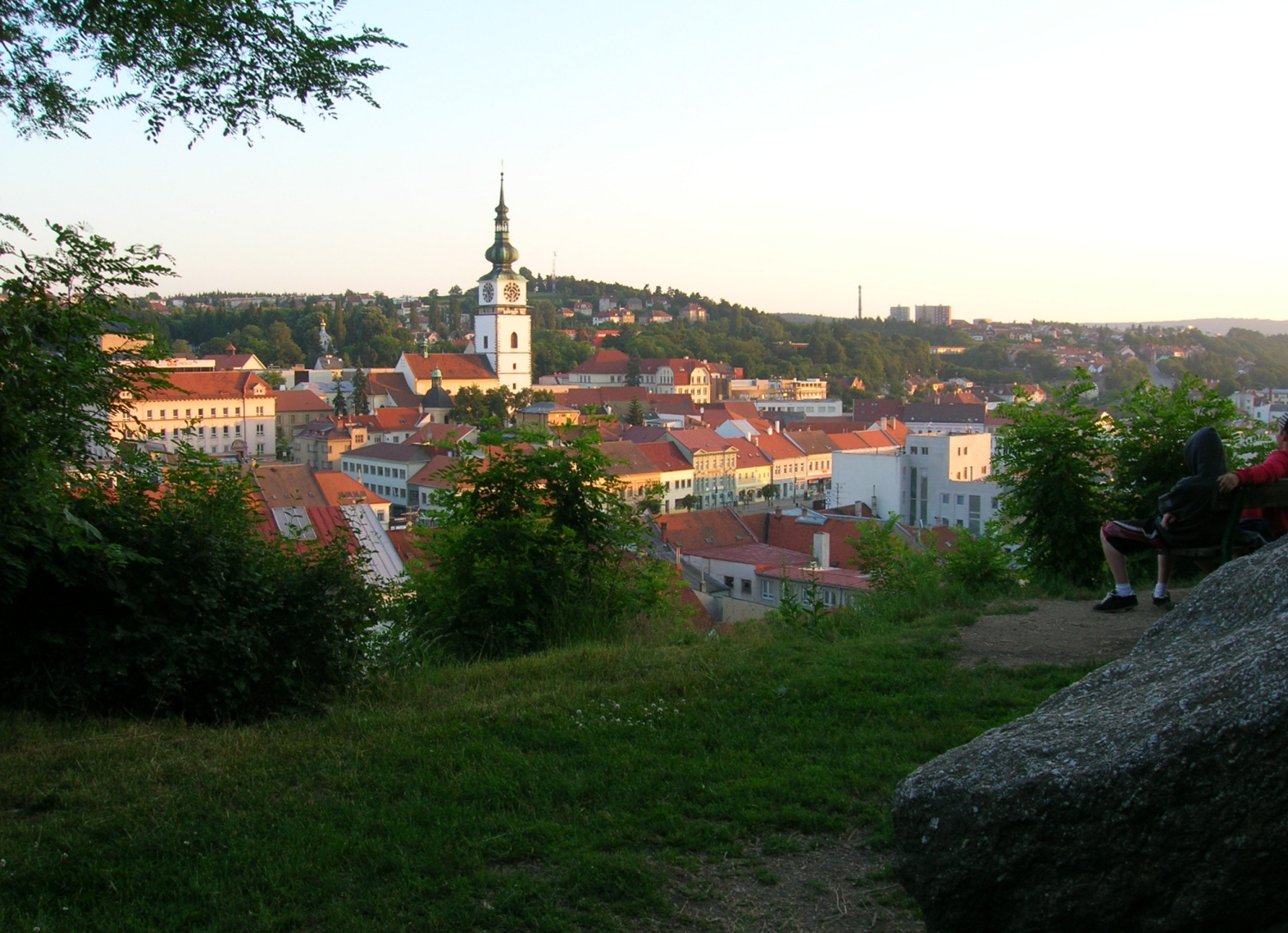
Karlovo náměstí s městskou věží z Hrádku
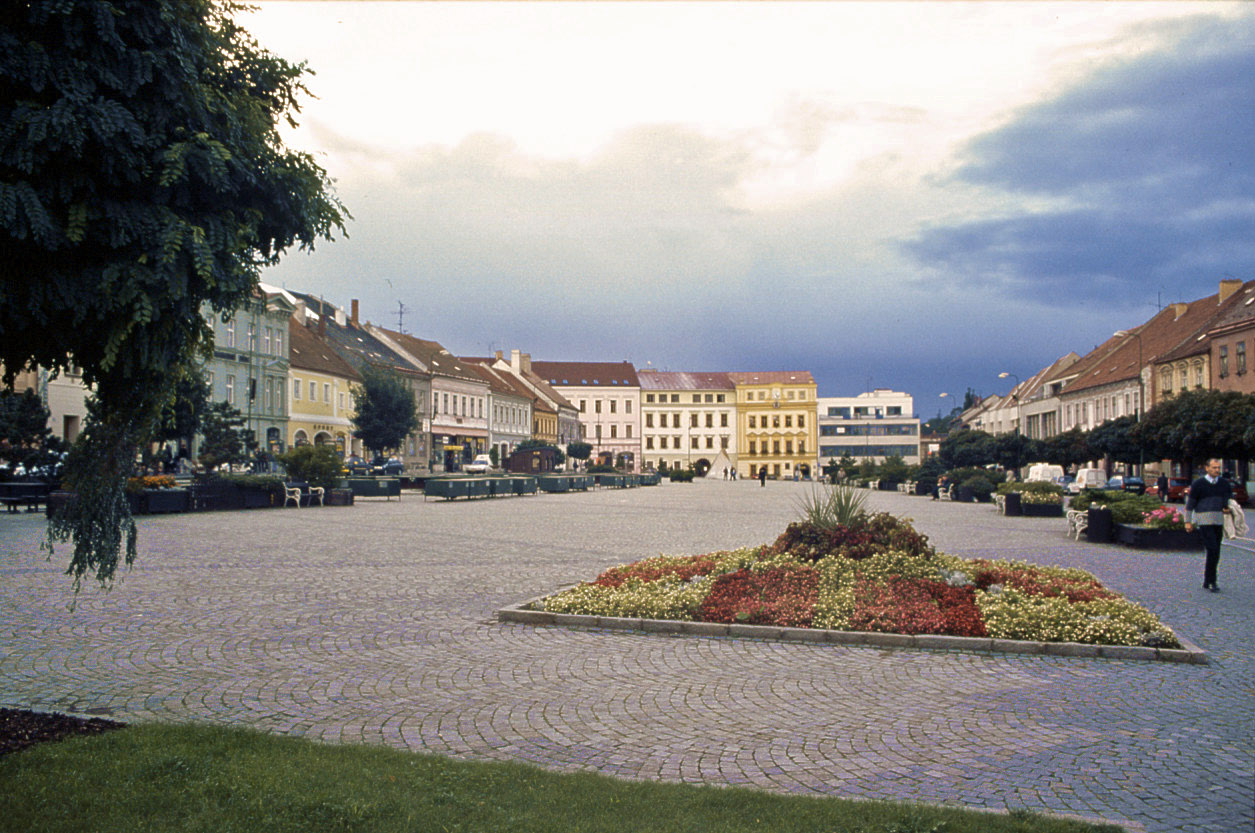
Západní část Karlova náměstí od sousoší Cyrila a Metoděje
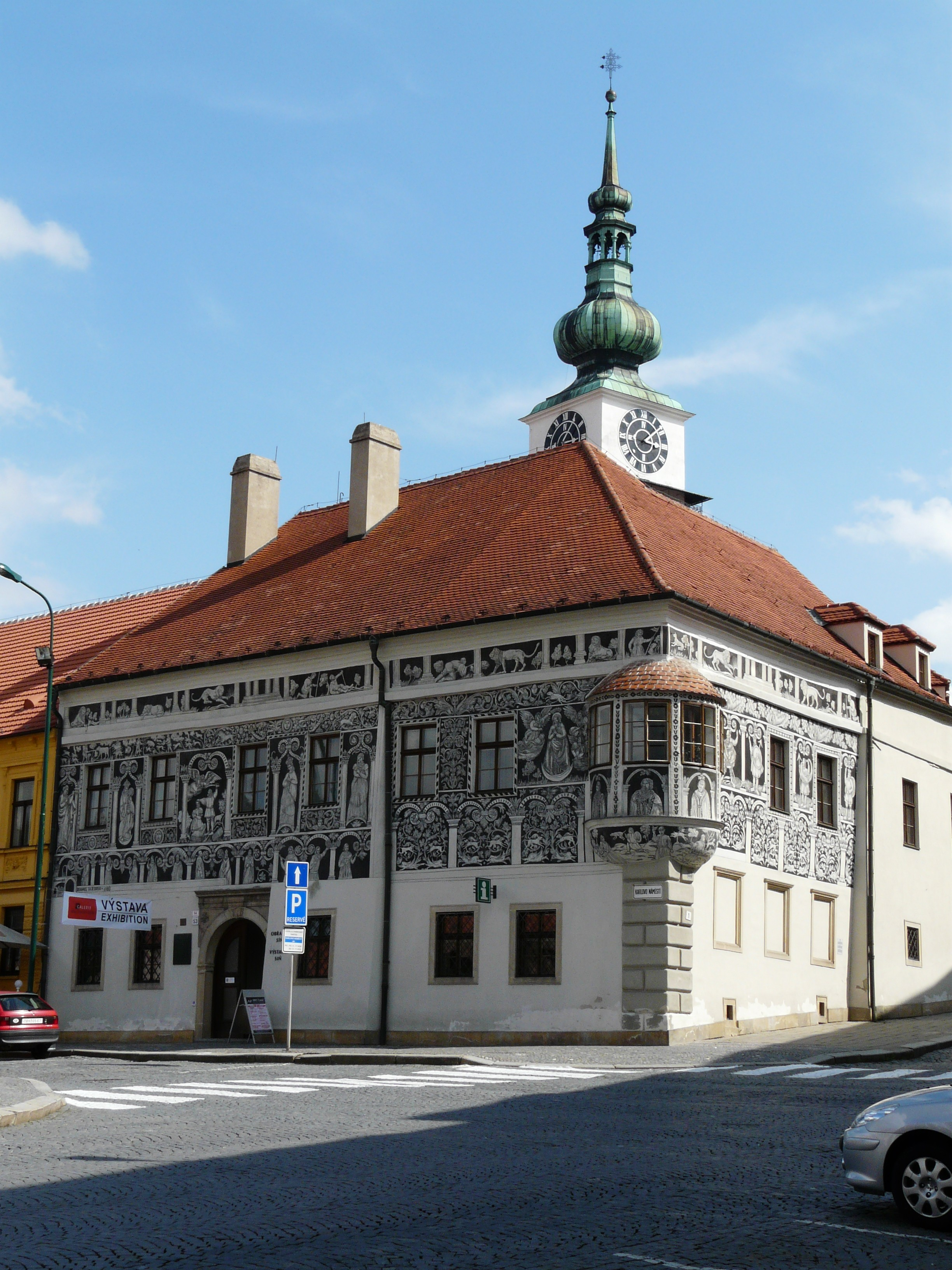
Malovaný dům na Karlově náměstí
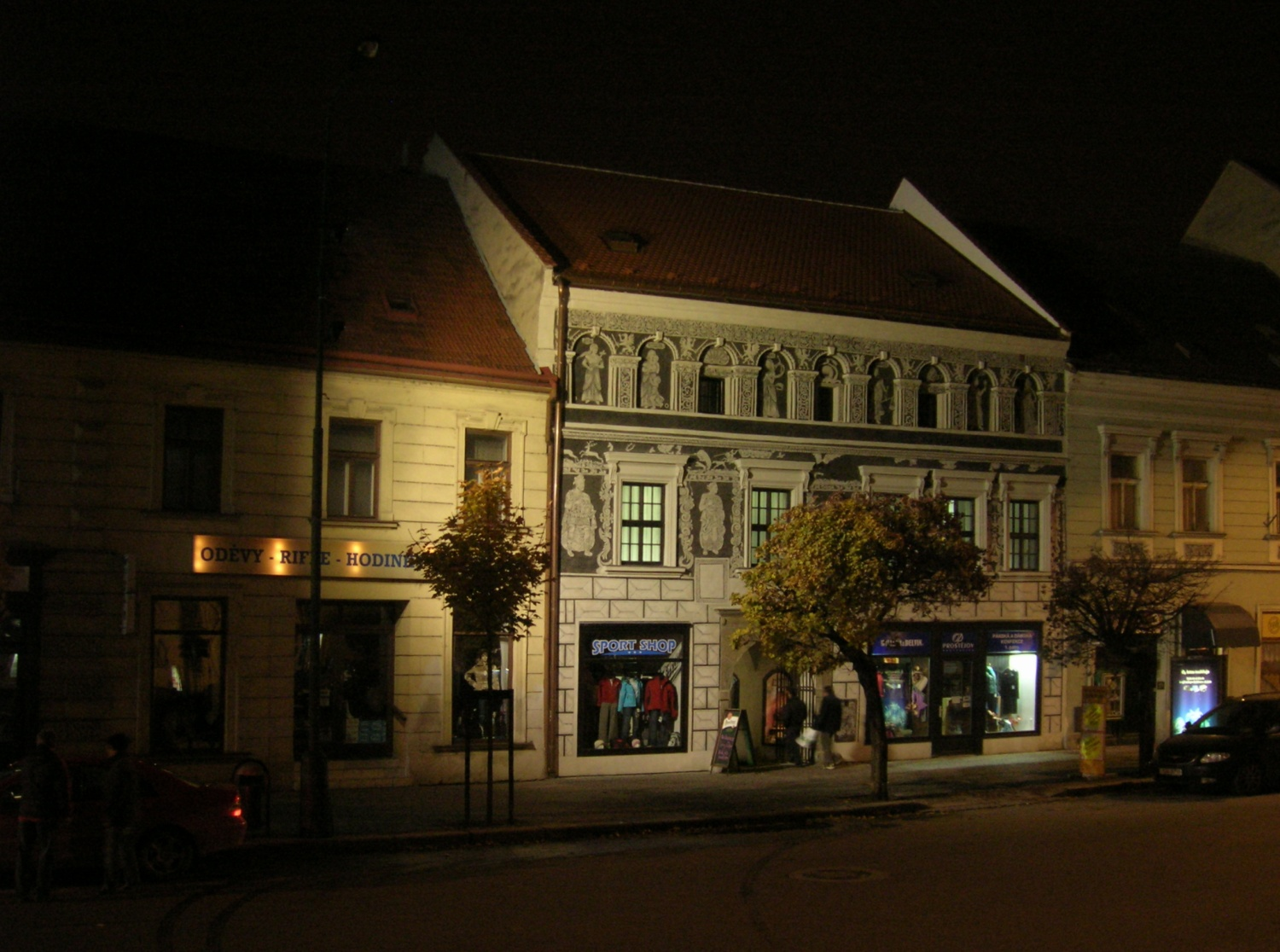
Černý dům na Karlově náměstí večer